# Cheikh Bouamrane
Cheikh Bouamrane, parfois orthographié Sheikh Bouamrane est un philosophe et homme politique algérien né à El Bayadh en 1924 et mort le 12 mai 2016., Il était ministre de la Communication et de la Culture de 1991 à 1992.

## Biographie
Après avoir obtenu son diplôme de l'Université de la Sorbonne en 1956, il a occupé plusieurs postes de haut niveau, notamment celui de Ministre de la Communication et de la Culture en juin 1991. De 1995 à 1996, il a dirigé l'Union des écrivains algériens avant de prendre la tête du Haut Conseil islamique en 2001.

## Décorations
- Achir de l'ordre du Mérite national d'Algérie.